# Чемпіонат Тернопільської області з футболу

Чемпіонат Тернопільської області з футболу — обласні футбольні змагання серед аматорських команд. Проводяться під егідою Федерації футболу Тернопільської області.

## Історія
На Тернопільщині початок розвитку футболу датовано 1905 роком. Поділяється на 5 періодів в кожному, з яких футбол Тернопільщини розвивався. 

### Австро-Угорський
Австро-Угорський період з 1908 до 1918 року. 
1907–1908 засновано польське товариство «Kresy», в українській гімназії — спортивне товариство «Поділля». Між цими командами 1909 відбувся 1-й на Тернопільщині футбольний матч. У 1910 році створено тернопільські клуби «Бурса ТСП», «Єґуда», «Руська бурса» та «Погонь» (Золочів). 1910–1911 найсильніша команда Тернопільщини — «Поділля».
1912 у м. Тернопіль було 7 футбольних дружин. 1913–1914 товариство «Kresy» мало 8 команд, своє футбольне поле (на місці сучасного стадіону), повне екіпірування. Після створення у межах Австрійського футбольного союзу (АФС) Польський футбольний союз (ПФС) отримав право на власний чемпіонат.
Створена «Східна футбольна ліга» з класами «А», «Б», «Ц». Українські галицькі клуби змагались у класі «Ц».

### Польський
Польський період з 1918-1939 роки. 
1933 організовано тернопільський футбольний півокруг, до якого вступило 11 статутних клубів із Тернополя, Золочева, Чорткова, Теребовлі й Збаража.
1939 з приходом ЧА спортові товариства розформовано, окремі гравці виступали у клубах «Пищевик» і «Восход». Одночасно організовано нові спортивні товариства — «Авангард», «Буревісник», «Динамо», «Колгоспник», «Локомотив».

### Друга світова війна
Період Другої світової війни 1939-1944 роки. 
У 1942 році в Галичині створено 1-шу українську футбольну лігу з класами «А» і «Б», відновлено діяльність спортового товариства «Поділля», у футбольній команді грали кілька передвоєнних спортсменів. Створено команди: 2-гу та юніорів. 

### Радянський
Радянський період з 1945-1991 роки. 
У 1947 році — започатковано проведення чемпіонатів Тернопільської області. Першим чемпіоном обласних футбольних змагань серед аматорських команд став «Локомотив» з Тернополя.
На обласному рівні з 1947 по 1991 володарями найвищих нагород були 17 команд з міст Тернопіль, Бучач, Бережани, Чортків, Заліщики, Хоростків, Кременець, Монастириська, Теребовля, Копичинці, Підгайці.

### Незалежна Україна
Після розпаду Радянського Союзу, 21 березня 1991 утворюється Асоціація футболу Тернопільщини. Перший голова асоціації Володимир Прошкін. 
В сезоні 1991/1992 був проведений перший чемпіонат в незалежній Україні, переможцем став Колос з Новосілка. 
В 2019 році вперше в історії чемпіонат Тернопільської області проводиться у трьох лігах: вища, перша та друга. Загальна кількість команд – 31.

## Усі переможці

### Радянський Союз
| Сезон | Чемпіон                           | 2 місце                 | 3 місце               |
| 1947  | «Локомотив» (м. Тернопіль)        |                         |                       |
| 1948  | «Спартак» (м. Теребовля)          |                         |                       |
| 1949  | «Локомотив» (м. Тернопіль)        |                         |                       |
| 1950  | «Спартак» (м. Теребовля)          |                         |                       |
| 1951  | «Шахтар» (м. Кременець)           |                         |                       |
| 1952  | «Локомотив» (м. Тернопіль)        |                         |                       |
| 1953  | ?                                 |                         |                       |
| 1954  | ?                                 |                         |                       |
| 1955  | команда м. Чортків                |                         |                       |
| 1956  | «Динамо» (м. Тернопіль)           |                         |                       |
| 1957  | «Динамо» (м. Тернопіль)           |                         |                       |
| 1958  | АТП (м. Тернопіль)                |                         |                       |
| 1959  | команда м. Чортків                |                         |                       |
| 1960  | «Мотор» (м. Тернопіль)            |                         |                       |
| 1961  | «Буревісник» (м. Кременець)       |                         |                       |
| 1962  | «Буревісник» (м. Кременець)       |                         |                       |
| 1963  | «Колгоспник» (м. Бережани)        |                         |                       |
| 1964  | «Дружба» (м. Чортків)             |                         |                       |
| 1965  | «Колгоспник» (м. Бережани)        |                         |                       |
| 1966  | «Колгоспник» (м. Бучач)           |                         |                       |
| 1967  | «Колгоспник» (м. Бучач)           |                         |                       |
| 1968  | «Колгоспник» (м. Бучач)           |                         |                       |
| 1969  | «Колос» (м. Бучач)                |                         |                       |
| 1970  | «Колос» (м. Бучач)                |                         |                       |
| 1971  | «Колос» (м. Бучач)                |                         |                       |
| 1972  | «Колос» (м. Бучач)                |                         |                       |
| 1973  | «Колос» (м. Бучач)                |                         |                       |
| 1974  | «Дністер» (м. Заліщики)           |                         |                       |
| 1975  | «Комбайнобудівник» (м. Тернопіль) |                         |                       |
| 1976  | «Будівельник» (м. Монастириська)  |                         |                       |
| 1977  | «Ватра» (м. Тернопіль)            |                         |                       |
| 1978  | «Комбайнобудівник» (м. Тернопіль) |                         |                       |
| 1979  | «Комбайнобудівник» (м. Тернопіль) |                         |                       |
| 1980  | «Нива» (м. Підгайці)              |                         |                       |
| 1981  | «Ватра» (м. Тернопіль)            |                         |                       |
| 1982  | «Зоря» (м. Хоростків)             |                         |                       |
| 1983  | «Ватра» (м. Тернопіль)            |                         |                       |
| 1984  | «Автомобіліст» (м. Копичинці)     |                         |                       |
| 1985  | «Дністер» (м. Заліщики)           |                         |                       |
| 1986  | «Нива» (м. Бережани)              |                         |                       |
| 1987  | «Нива» (м. Бережани)              |                         |                       |
| 1988  | «Нива» (м. Бережани)              | «Цукровик» (м. Чортків) | «Нива» (м. Теребовля) |
| 1989  | «Цукровик» (м. Чортків)           | «Нива» (м. Бережани)    | «Колос» (м. Зборів)   |
| 1990  | «Дністер» (м. Заліщики)           | «Збруч» (м. Борщів)     | «Нива» (м. Бережани)  |

### Україна
| Сезон   | Чемпіон                                      | 2 місце                              | 3 місце                              |
| 1991    | «Колос» (с. Новосілка)                       | «Старт» (смт Козова)                 | «Зоря» (м. Хоростків)                |
| 1992    | «Колос» (м. Монастириська)                   | «Нива» (м. Теребовля)                | «Колос» (м. Бучач)                   |
| 1992/93 | «Колос» (м. Монастириська)                   | «Сокіл» (с. Великі Гаї)              | «Нива» (м. Теребовля)                |
| 1993/94 | «Колос» (м. Зборів)                          | «Сокіл» (с. Великі Гаї)              | «Нива» (м. Теребовля)                |
| 1994/95 | «Нива» (м. Теребовля)                        | «Прометей» (м. Борщів)               | «Динамо» (м. Копичинці)              |
| 1995/96 | «Зоря» (м. Хоростків)                        | «Сокіл» (с. Великі Гаї)              | «Прометей» (м. Борщів)               |
| 1996/97 | «Зоря» (м. Хоростків)                        | «Прометей» (м. Борщів)               | «Сокіл» (с. Великі Гаї)              |
| 1997/98 | «Зоря» (м. Хоростків)                        | «Сокіл» (с. Великі Гаї)              | «Нива» (м. Теребовля)                |
| 1998/99 | «Сокіл» (с. Великі Гаї)                      | «Зоря» (м. Хоростків)                | «Колос» (м. Бучач)                   |
| 1999    | «Сокіл» (с. Великі Гаї)                      | «Зоря» (м. Хоростків)                | «Нива-2» (м. Тернопіль)              |
| 2000    | «Лисоня» (м. Бережани)                       | «Зоря» (м. Хоростків)                | «Нива-Бровар» (м. Теребовля)         |
| 2001    | «Лисоня» (м. Бережани)                       | «Прогрес-Оріон» (с. Грабівці)        | «Бровар» (смт Микулинці)             |
| 2002    | «Авіаносець» (м. Чортків)                    | «Зоря» (м. Хоростків)                | «Бровар» (смт Микулинці)             |
| 2003    | «Авіаносець» (м. Чортків)                    | «Зоря» (м. Хоростків)                | «Бровар» (смт Микулинці)             |
| 2004    | «Дністер» (м. Заліщики)                      | «Зоря» (м. Хоростків)                | «Сокіл» (м. Бережани)                |
| 2005    | «Бровар» (смт Микулинці)                     | «Зоря» (м. Хоростків)                | «Нива» (м. Теребовля)                |
| 2006    | «Бровар» (смт. Микулинці                     | «Колос» (м. Бучач)                   | «Галич» (м. Збараж)                  |
| 2007    | «Тернопіль-Буревісник» (м. Тернопіль)        | «Галич» (м. Збараж)                  | «Бровар» (м. Теребовля)              |
| 2008    | «Галич» (м. Збараж)                          | «Товтри» (смт Козлів)                | ФК «Ланівці» (м. Ланівці)            |
| 2009    | ФК «Тернопіль» (м. Тернопіль)                | ФК «Бережани» (м. Бережани)          | «Агро-Збруч» (м. Підволочиськ)       |
| 2010    | ФК «Тернопіль» (м. Тернопіль)                | «Марспирт» (с-ще Нагірянка)          | ФК «Бережани» (м. Бережани)          |
| 2011    | ФК «Тернопіль-Педуніверситет» (м. Тернопіль) | ФК «Бережани» (м. Бережани)          | «Марспирт» (с-ще Нагірянка)          |
| 2012    | ФК «Бережани» (м. Бережани)                  | ФК «Копичниці» (м. Копичинці)        | «Дністер» (м. Заліщики)              |
| 2013    | ФСК «Чортків» (м. Чортків)                   | «Дністер» (м. Заліщики)              | ФК «Тернопіль-2» (м. Тернопіль)      |
| 2014    | «Нива» (м. Теребовля)                        | ФК «Бережани» (м. Бережани)          | ФК «Борщів» (м. Борщів)              |
| 2015    | «Нива» (м. Теребовля)                        | «Дністер» (м. Заліщики)              | ФК «КАМ» (с. Бурдяківці)             |
| 2016    | «Нива» (м. Теребовля)                        | «Агрон-ОТГ» (с. Великі Гаї)          | «ДСО-Поділля» (Тернопільський район) |
| 2017    | «Агрон-ОТГ» (с. Великі Гаї)                  | «ДСО-Поділля» (Тернопільський район) | «Кристал» (м. Чортків)               |
| 2018    | «Агрон-ОТГ» (с. Великі Гаї)                  | «Кристал» (м. Чортків)               | «ДСО-Поділля» (Тернопільський район) |
| 2019    | «Агрон-ОТГ» (с. Великі Гаї)                  | «Нива» (м. Теребовля)                | «Агронива» (смт. Заводське)          |
| 2020    | «Нива» (м. Теребовля)                        | «Агрон-ОТГ» (с. Великі Гаї)          | «Медобори» (с. Зелене)               |
| 2021    | «Агрон-ОТГ» (с. Великі Гаї)                  | «Медобори» (с. Зелене)               | «Нива» (м. Теребовля)                |
| 2022    | «Агрон-ОТГ» (с. Великі Гаї)                  | «Нива» (м. Теребовля)                | «Медобори» (с. Зелене)               |
| 2023    | «Агрон-ОТГ» (с. Великі Гаї)                  | «Медобори» (с. Зелене)               | «Дністер» (м. Заліщики)              |
| 2024    | «Агрон-ОТГ» (с. Великі Гаї)                  | «Дністер» (м. Заліщики)              | «Колос» (м. Бучач)                   |
| 2025    |                                              |                                      |                                      |

## Відомі люди

### Тренери
- Василь Івегеш
- Бондаренко Юрій Васильович
- Рассихін Борис Андрійович

### Гравці
- Біскуп Ігор Іванович
- Прошкін Володимир Панасович
- Годований Роман Петрович
- Гром'як Тарас Олегович
- Гринченко Андрій Вікторович
- Шпак Андрій Володимирович
- Гакман Іван Васильович

- Бадло Петро Климентійович
- Данилишин Віктор Богданович
- Прядун Петро Миколайович
- Ящук Олег Ростиславович
- Пердута Ігор Романович